# 돈 파블레티치
도널드 스티븐 파블레티치(영어: Donald Stephen Pavletich, 1938년 7월 13일~2020년 5월 5일)는 미국의 프로 야구 선수이다. 메이저 리그 베이스볼(MLB)의 신시내티 레드레그스/레즈(1957년, 1959년, 1962년~1968년), 시카고 화이트삭스(1969년), 보스턴 레드삭스(1970년~1971년)에서 포수와 1루수로 뛰었다.
파블레티치는 미국 위스콘신주 웨스트앨리스의 네이선 헤일 고등학교를 졸업하고, 두 달 뒤인 1956년 8월 14일에 아마추어 자유계약선수 신분으로 신시내티 레드레그스와 계약을 맺었다.
1957년 4월 20일에 18세라는 어린 나이로 메이저 리그 데뷔전을 치렀는데, 밀워키 브레이브스와의 경기에서 할 제프코트 타석에 대타로 등장해 투수 레이 크론을 상대로 땅볼을 쳤고 소속팀은 5–4로 패배했다. 파블레티치는 이 경기 이후로 시즌 내내 메이저 리그에 모습을 드러내지 못했으며, 2년 뒤인 1959년에도 한 차례 메이저 리그 경기에 대주자로 나서 1득점을 올렸다.
1957년 5월부터 1959년 2월까지 미국 육군에서 복무했다.
1962년 4월 29일 세인트루이스 카디널스와의 더블헤더 1차전에서 메이저 리그 첫 안타를 쳐냈다. 4회말에 신시내티 레즈 포수 조니 에드워즈 자리에 교체 출전했고, 다음 이닝에 카디널스의 래리 잭슨을 상대로 단타를 쳐냈다. 이 경기는 신시내티가 16–3으로 패배했다.
신시내티 레즈에서는 주로 올스타 에드 베일리, 존 에드워즈, 미국 야구 명예의 전당 입성자 조니 벤치의 백업 역할을 맡았다.
1971년에 10월 10일에 보스턴 레드삭스의 파블레티치, 조지 스콧, 짐 론보그, 켄 브렛, 빌리 코니글리아로, 조 라후드와 밀워키 브루어스의 토미 하퍼, 마티 패틴, 루 크라우스 주니어, 마이너 리거 팻 스크러블을 맞바꾸는 초대형 트레이드가 단행되었다.
파블레티치는 메이저 리그의 통산 12시즌 동안 536경기에 출전해 1,373타수 349안타로 타율 .254, 46홈런, 163득점, 193타점을 기록했다. 통산 수비율은 .987였다.
2020년 3월 5일에 81세의 나이로 사망했으며, 시신은 위스콘신주 워케샤군 브룩필드에 안치되었다.